# Karolina Arevång Højsgaard

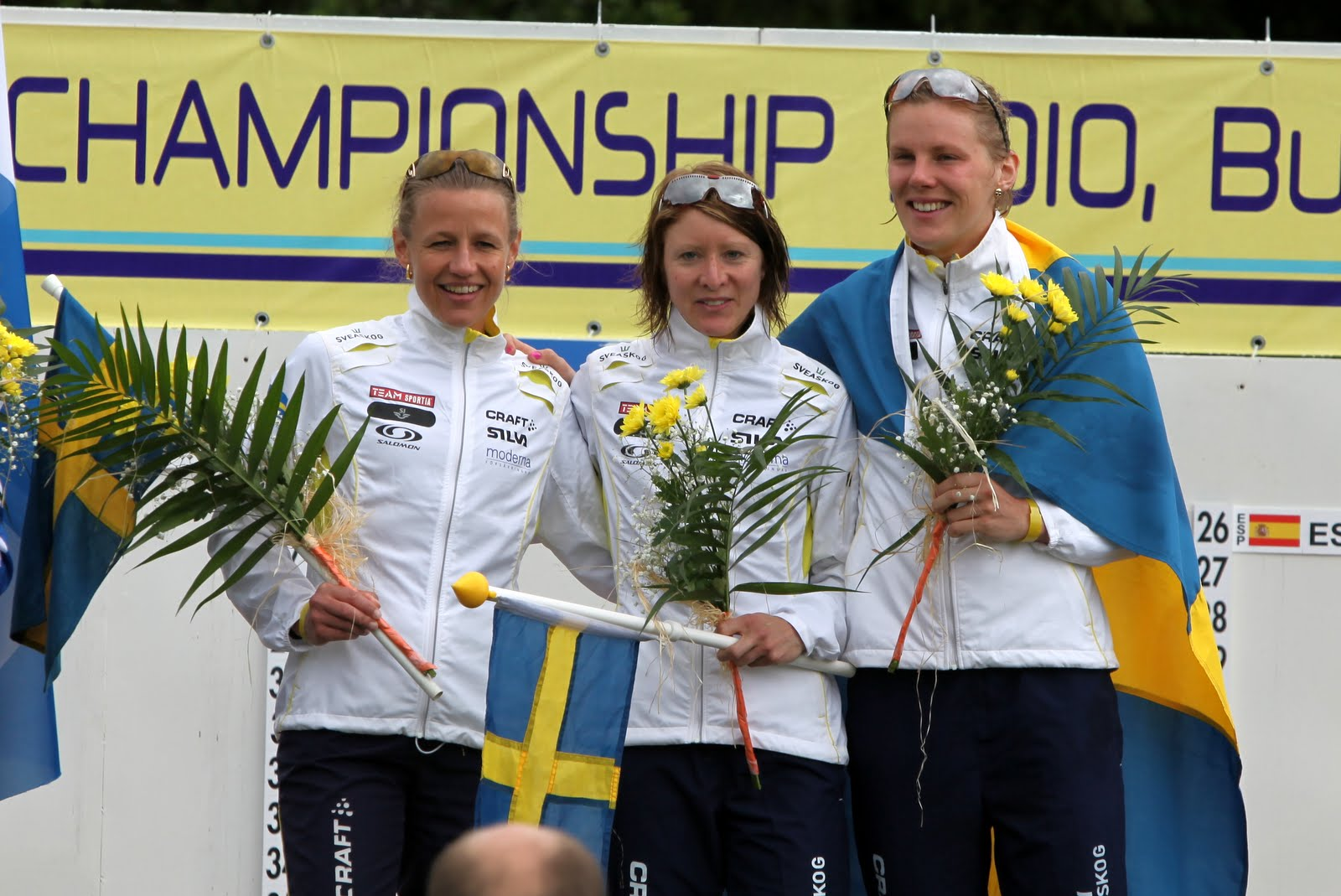
Helena Jansson, Lena Eliasson en Karolina Arevång Højsgaard in 2010

Karolina Arevång Højsgaard (geboren Årewång; Oxelösund, 12 maart 1971) is een Zweedse oriëntatieloopster. Ze loopt wedstrijden voor Domnarvets GoIF in Borlänge. Ze is ook actief binnen de atletiek (veldlopen).
Højsgaard was de beste dame tijdens het Wereldkampioenschappen oriëntatieloop 2004 in Västerås. Na het zilver op de sprint won ze goud op de lange afstand en samen met Gunilla Svärd en Jenny Johansson won ze de estafette voor Zweden.

## Resultaten
Wereldkampioenschappen oriëntatieloop
- Gouden medailles (2)
  - 2004 - lange afstand - Västerås, Zweden
  - 2004 - estafette - Västerås, Zweden
- Zilveren medailles (5)
  - 2003 - lange afstand - Rapperswil/Jona, Zwitserland
  - 2003 - estafette - Rapperswil/Jona, Zwitserland
  - 2004 - sprint - Västerås, Zweden
  - 2006 - estafette - Aarhus, Denemarken
  - 2009 - estafette - Miskolc, Hongarije
- Bronzen medaille (1)
  - 2005 - estafette - Aichi, Japan

Europese kampioenschappen oriëntatieloop
- Gouden medaille (1)
  - 2004 - estafette - Roskilde, Denemarken
- Bronzen medaille (1)
  - 2006 - estafette - Otepää, Estland